# Grudusk
Grudusk è un comune rurale polacco del distretto di Ciechanów, nel voivodato della Masovia.
Ricopre una superficie di 96,69 km² e nel 2004 contava 3 927 abitanti.